# Marius Barbeau
Marius Barbeau (Ste-Marie-de-Beauce, 5 marzo 1883 – Ottawa, 27 febbraio 1969) è stato un antropologo ed etnologo canadese considerato uno dei pionieri dell'antropologia nel suo paese.

## Biografia
Nato nel 1883 a Ste-Marie-de-Beauce (l'odierna Sainte-Marie), nel Québec, Marius Barbeau si laureò in giurisprudenza presso l'Università Laval e poi in antropologia all'Università di Oxford. Dal 1911 fino al 1949 lavorò come antropologo presso il National Museum (facente allora parte del Geological Survey of Canada). Autore prolifico, Barbeau scrisse molti articoli accademici, monografie e opere dedicate agli abitanti del Québec e le tradizioni orali dell prime nazioni canadesi. Barbeau morì a Ottawa nel 1969.